# Svend Pri
Svend Pri (født Andersen 18. marts 1946 i København, død 8. juni 1983 smst) var en dansk badmintonspiller.
Svend Pri var dansk badmintons topspiller i 1960'erne og 1970'erne. Svend Pri vandt sit første danske mesterskab i 1966, men måtte vente i næsten ti år før han kom til tops i All England som blev hans største sejr. Han var også i finalen i 1970 og 1972, men begge gange med nederlag til følge mod indoneseren Rudy Hartono. Det var dog selvsamme Hartono som det var lykkedes ham at besejre i finalen den 22. marts 1975. Her var det lykkedes Svend Pri at bryde den fantastiske sejrsrække på syv sejre i træk i den prestigefyldte turnering. Indoneseren vendte dog tilbage og erobrede sit ottende singlemesterskab og brød dermed en anden stor dansk badmintonspiller Erland Kops rekord.
Svend Pri begyndte med badminton i Amager Badminton Club, men skiftede i starten af 1970'erne til Søllerød-Nærum. Han har lige fra ungdomsårene været helt i top. Svend Pri har spillet 46 landskampe i perioden 1964-1979. 
Desuden vandt Svend Pri sølv ved verdensmesterskabet i 1977 i en ren dansk finale mod Flemming Delfs.

## Sejre
All England
- herresingle: 1975
- mixeddouble: 1971 og 1972 (med Ulla Strand)

Danske Mesterskaber
- herresingle: 1966, 1968, 1969, 1970, 1972, 1973, 1974 og 1975
- herredouble: 1970, 1971 (med Per Walsø), og 1977 (med Steen Skovgaard)
- mixeddouble: 1968, 1971, 1972 og 1973 (med Ulla Strand)

Nordiske mesterskaber
- herresingle: 1971, 1973, 1974, 1977
- herredouble: 1968, 1969, 1970 (med Per Walsø), 1971 (med Erland Kops), 1972 og 1974 (med Poul Petersen)
- mixeddouble: 1970 (med Ulla Strand)

Danish Open
- herresingle: 1971-1972, 1973-1974, 1975-1976
- mixeddouble: 1970-1971 (med Ulla Strand)